# Statue honoraire du pape Urbain VIII
La statue honoraire du pape Urbain VIII est une statue en marbre aux dimensions supérieures à la grandeur nature, de la fin des années 1630, du pape de l'époque Urbain VIII. Elle a été exécutée par Le Bernin et son atelier. Les travaux ont été commandés en 1635 et ont duré cinq ans. La statue est conservée dans les musées du Capitole à Rome, au palais des Conservateurs, dans la salle des Horaces et des Curiaces. Une estampe de la statue existe à la Bibliothèque nationale autrichienne.

## Histoire
Dès la seconde moitié décennie du XVIe siècle, des statues de papes ont été installées dans la salle des Horaces et des Curiaces du palais des Conservateurs, signe évident de la reconnaissance de l'autorité pontificale. Cette statue représentant Urbain VIII Barberini est l'une de celles qui y subsistent, certaines ayant été déplacées à la faveur de vicissitudes historiques.

## Description
Le pontife est représenté avec tous les riches vêtements des cérémonies officielles : sur la tête, il porte la tiare pontificale, le trirègne, cette triple couronne caractérisée par un triple cercle d'ornements et de gemmes. Sur les côtés, descendent les fanons ornés de symboles héraldiques des Barberini. La chape, sous laquelle les plis du vêtement avec un gros volant de dentelles ajourées apparaissent, est bordée de broderies raffinées et retenue par un cabochon enchâssé de pierres précieuses.

## Analyse
Cette statue, sculptée par le Bernin entre 1635 et 1640 avec l'aide de ses assistants, fut conçue en introduisant des variations significatives par rapport au modèle grandiose de la statue en bronze représentant le pontife qui avait été réalisée entre 1628 et 1631, pour la tombe d'Urbain VIII dans la basilique Saint-Pierre du Vatican. Alors que le mouvement du drapé de la chape et du vêtement bordé de dentelles rappelle la statue en bronze du Vatican, le geste des bras et des mains embrassant l'espace, ainsi que la légère torsion de la tête, en atténue le caractère péremptoire, pour rendre ainsi à l'effigie de marbre un air de cordialité polie.